# Symbolsteine von Inveravon

Pictish Beast

Die piktischen Symbolsteine von Inveravon (Stein 1 bis 4) in Inveravon in Moray in Schottland sind piktische Symbolsteine der Klasse I. Alle vier sind im Inneren der Inveravon Parish Church ausgestellt.

## Inveravon I
Inveravon I ist ein 1,5 × 0,9 × 0,15 m messender Symbolstein aus blauem Schiefer, der auf einer Seite mit eingravierten Symbolen dekoriert ist: Spiegel (oben), Adler (unten). Dieser und der Stein Nr. 2 sollen Teil der Grundmauern der alten Kirche gewesen sein. 

## Inveravon II
Inveravon II hat eine rautenartige Form von 1,5 × 0,46 m (maximale Breite). Er ist aus Gneis und auf einer Seite mit geschnitzten Symbolen bedeckt, die (von oben nach unten) einen Halbmond mit V-Stab, einen Dreifachring oder „Kessel“ sowie Kamm- und Spiegelsymbole zeigen.

## Inveravon III
Das Fragment des Symbolsteines zeigt den Kopf eines Pictish Beast. Die anderen Teile sind verloren gegangen.

## Inveravon IV
Der auf einer Seite mit geschnitzten Symbolen versehene Symbolstein aus metamorphem Sandstein wurde 1964 vom Friedhof versetzt. Eingraviert sind Halbmond und V-Stab über einem Pictish Beast.